# Ефе Устюндаг
Ефе Устюндаг (тур. Efe Üstündağ; нар. 15 січня 1977) — колишній турецький тенісист.
Найвищу одиночну позицію світового рейтингу — 599 місце досяг 31 липня 2000, парну — 373 місце — 24 липня 2000 року.

## Фінали ITF Ф'ючерс

### Парний розряд: 6 (2–4)
| Результат | В-П | Дата     | Турнір                                      | Покриття | Партнер                   | Суперники                                   | Рахунок       |
| --------- | --- | -------- | ------------------------------------------- | -------- | ------------------------- | ------------------------------------------- | ------------- |
| Перемога  | 1–0 | Сер 1999 | Білорусь F1, Мінськ                         | Килим    | Равів Вейденфелд          | Баррі Фулчер Paul Maggs                     | 6–3, 6–7, 6–2 |
| Перемога  | 2–0 | Вер 1999 | Росія F3, Тольятті                          | Тверде   | Равів Вейденфелд          | Артем Дерепаско Кирило Іванов-Смоленський   | 2–6, 6–3, 6–4 |
| Поразка   | 2–1 | Жов 1999 | Узбекистан F3, Ґулістан (місто, Узбекистан) | Тверде   | Ерхан Орал                | Олександр Швець (тенісист) Дмитро Томашевич | 3–6, 1–6      |
| Поразка   | 2–2 | Лют 2000 | США F4, Корпус-Крісті                       | Тверде   | Мануель Джоркуера         | Боббі Кокавец Крістіан Кордас               | 2–6, 3–6      |
| Поразка   | 2–3 | Лип 2000 | Туреччина F1, Стамбул                       | Тверде   | Анхель-Хосе Мартін-Арройо | Себастьєн Свірк Джош Такфілд                | 6–7(5), 3–6   |
| Поразка   | 2–4 | Лип 2000 | Туреччина F3, Стамбул                       | Тверде   | Седрік Кауфманн           | Себастьєн Свірк Джош Такфілд                | 3–6, 5–7      |